# Herman d'Aversa
Herman d'Aversa (Ermanno D'Aversa en italien) est un comte normand d'Italie de la première moitié du XIe siècle, le 5e comte normand d'Aversa, de 1047 à 1049.

## Biographie
Né vraisemblablement après l'an 1027, Herman appartient à la famille Quarrel-Drengot, l'une des deux grandes familles normandes les plus puissantes et influentes d'Italie méridionale, avec celle des Hauteville.
En 1047, encore mineur, il devient comte d'Aversa, épaulé par un tuteur nommé Guillaume Belle-Bouche. Ce dernier l'évince brièvement en 1048, mais le jeune Herman redevient comte, du moins symboliquement, sous le tutorat d'un membre de sa famille arrivé depuis du duché de Normandie, Richard Quarrel (dit aussi Richard Drengot).
Étrangement, Herman sort de l'histoire en 1049, quand Richard le remplace à la tête du comté. Malgré le fait que nous ne savons rien du sort du jeune Herman, il est possible qu'il ait été éliminé, bien que cela reste incertain.

## Sources
- x